# Мегабайт
Мегабайт (на английски: megabyte) е единица за количество информация или размер на компютърна памет, кратна на единицата байт. Международното означение е MB, което не трябва да се бърка с Mb, едно от означенията за мегабит. Представката мега е множител от 1 000 000 (106) в Международната система единици (SI) Следователно един мегабайт е един милион байта информация.
Поради постоянното нарастване на капацитета на информационните носители, мегабайтът се налага като най-масовата единица за измерване на информация, която е изместила килобайта и постепенно се измества от гигабайта (GB). Въпреки появата на все по-големи носители с памет дори в милиони мегабайти, в информационното пространство се използват масово файлове под 1 GB, съответно измерими в мегабайтове.

## Определение
Мегабайтът обикновено се използва за означаване или на {\textstyle 1000^{2}} байта, или на {\displaystyle 1024^{2}} байта. Второто възниква като компромисен технически жаргон за байтовите кратни, които трябва да бъдат изразени чрез степента на 2, но липсва удобно име. Тъй като 1024 (210) е приблизително 1000 (103), приблизително съответстващ на префикса SI кило-, това е удобен термин за означаване на двоичното кратно. През 1998 г. Международната електротехническа комисия (IEC) предлага стандарти за двоични префикси, изискващи използването на мегабайт стриктно за обозначаване на {\textstyle 1000^{2}} байта и мебибайт за означаване на {\displaystyle 1024^{2}} байта. До края на 2009 г. стандартът на IEC е приет от IEEE, ЕС, ISO и NIST. Въпреки това терминът „мегабайт“ продължава да се използва широко с две различни значения:
Основа 10
1 MB = 1 000 000 байта (= {\textstyle 1000^{2}} B = {\displaystyle 10^{6}} B) е определението, препоръчано за Международната система единици (SI) и от Международната електротехническа комисия (IEC). Тази дефиниция се използва в мрежови контексти и при повечето носители за съхранение, особено твърди дискове, флаш-базирано съхранение и DVD дискове, и също така е в съответствие с другите употреби на префикса SI в изчисленията, като тактовата честота на процесора или мерките за производителност. Файловият мениджър на Mac OS X 10.6 е забележителен пример за такова използване. От излизането на операционната система Mac OS X Snow Leopard размерът на файловете се отчита в десетични единици.
В тази конвенция хиляда мегабайта (1000 MB) са равни на един гигабайт (1 GB), където 1 GB е един милиард байта.
Основа 2
1 MB = 1 048 576 байта (= {\displaystyle 1024^{2}} B = 220 B) е определението, използвано от Microsoft Windows по отношение на компютърната памет, като RAM. Това определение е синоним на недвусмисления двоичен префикс мебибайт.
В тази конвенция хиляда и двадесет и четири мегабайта (1024 MB) са равни на един гигабайт (1 GB), където 1 GB е {\displaystyle 1024^{3}} байта (т.е. 1 GB).
Смесени
1 MB = 1 024 000 байта (= 1000 × 1024 B) е дефиницията, използвана за описание на форматирания капацитет на 3,54-инчовата HD дискета от 1,44 MB, която всъщност има капацитет 1 474 560 байта.
Капацитетът на дисковото устройство е произведение от размера на сектора по броя на линиите на всяка страна и по броя на дисковите плочи в устройството. Промените в някой от тези фактори обикновено не удвояват размера.

## Примери за 1 мегабайт
В зависимост от метода на компресия и файловия формат, един мегабайт данни има приблизително в:
- Изображение с размери 1024×1024 пиксела, битмап формат с 8 бита (1 байт) дълбочина на цвета
- Една минута аудио файл с битрейт от 128 килобита за секунда (kbit/s) MP3 компресиран.
- 5,7 s некомпресирано CD аудио
- 100 страници текст с единични интервали и 12 разреден шрифт в OpenOffice.org
- книга в текстов формат (500 страници × 2000 символа)
- 3 s видео с DVD-качество